# Tire la chevillette, la bobinette cherra
 (octobre 2023).
Si vous disposez d'ouvrages ou d'articles de référence ou si vous connaissez des sites web de qualité traitant du thème abordé ici, merci de compléter l'article en donnant les références utiles à sa vérifiabilité et en les liant à la section « Notes et références ».

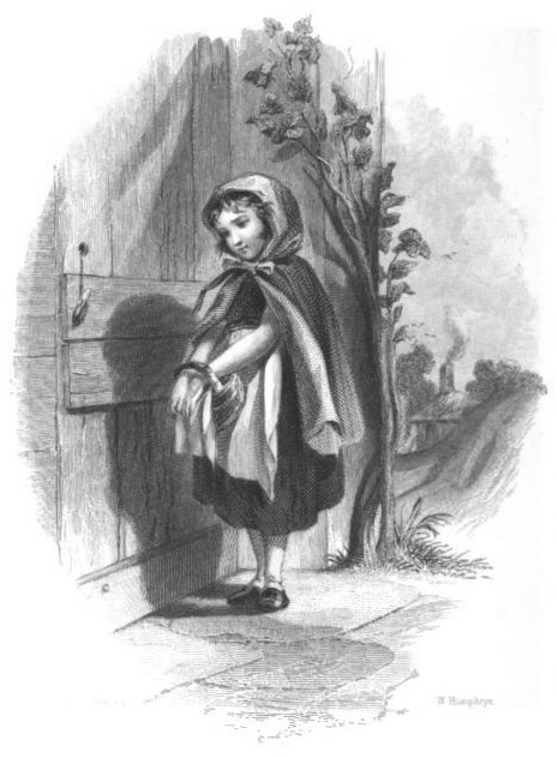
Le Petit Chaperon rouge devant la porte de chez sa grand-mère. Illustration de 1850 de l'Américain F. O. C. Darley (1821-1888).
Note : la chevillette a été retirée et pend au bout de la cordelette qui la retient.

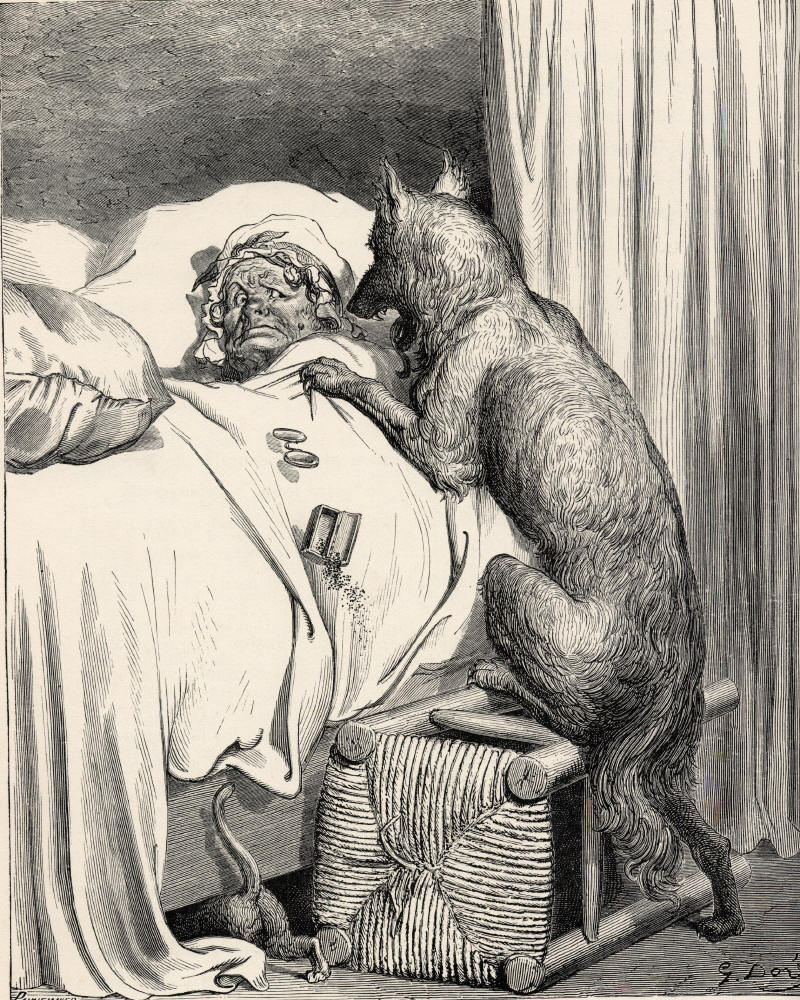
« Le Loup tira la chevillette et la porte s’ouvrit. Il se jeta sur la bonne femme, et la dévora en moins de rien ; car il y avait plus de trois jours qu’il n’avait mangé. » Illustration de Gustave Doré de 1867.

« Tire la chevillette, la bobinette cherra » est la formule emblématique du conte de Charles Perrault Le Petit Chaperon rouge, paru dans Les Contes de ma mère l'Oye en 1697.

## Présentation
La formule est prononcée à deux reprises :
- une première fois par la grand-mère au Loup alors qu’elle pense s’adresser à sa petite-fille :

« La bonne Mère-grand, qui était dans son lit parce qu’elle se trouvait un peu mal, lui cria : Tire la chevillette, la bobinette cherra. Le Loup tira la chevillette et la porte s’ouvrit. »

- une seconde fois par le loup, reprenant l'expression de la grand-mère et imitant sa voix, à l’attention du Petit Chaperon rouge :

« Le Loup lui cria en adoucissant un peu sa voix : Tire la chevillette, la bobinette cherra. Le Petit Chaperon rouge tira la chevillette, et la porte s’ouvrit. »

Il ne s’agit pas d’une formule magique à proprement parler, puisqu’elle n’entraîne l’accomplissement d’aucun prodige, mais d’une sorte de « sésame » permettant de pénétrer dans l’antre de la mère-grand où vont se jouer les événements dramatiques. Le côté ésotérique et l’effet de répétition ajoutent au caractère enchanté de la formule de Perrault.
Dans leur version du conte, les frères Grimm n'emploient pas la célèbre formule. La grand-mère se contente de dire : « Appuie sur la clenche ». Le loup, quant à lui, ne répète pas cette phrase en contrefaisant sa voix, il laisse simplement la porte ouverte, permettant ainsi au Petit Chaperon rouge d'entrer sans frapper.

## Explication

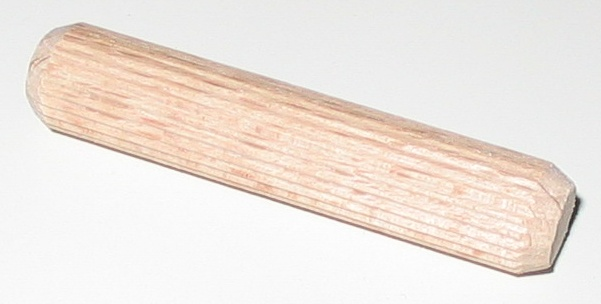
Cheville

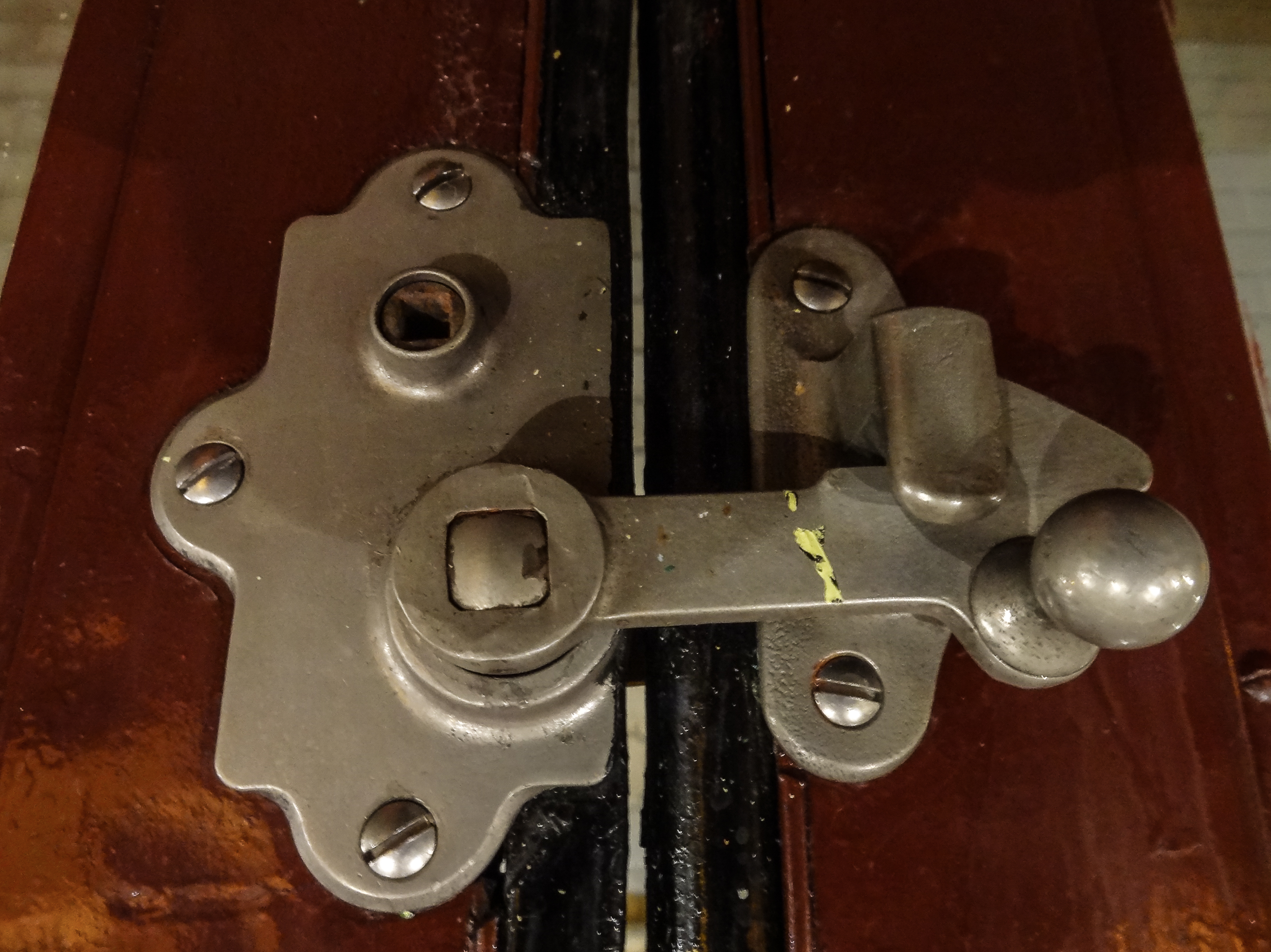
Un loquet mis à l'envers illustre une bobinette. Il suffit d'une chevillette pour le bloquer. Sans chevillette il tombe.

Par cette phrase, la grand-mère alitée indique à son visiteur comment procéder pour ouvrir la porte de l'extérieur. Elle emploie pour cela les termes de chevillette et bobinette, qui désignent deux pièces de bois qui faisaient partie des serrures d'autrefois :
- la « chevillette » est une petite cheville[2] qui peut être bloquée de l'intérieur[Note 2], si bien qu'un visiteur ne pourra pas la retirer et ouvrir la porte. Mais ce n'est pas le cas dans le conte, puisque le petit chaperon rouge est invité à ouvrir la porte de l'extérieur. Par sa phrase, la grand-mère puis le loup expriment le fait que la porte n'est pas vraiment verrouillée, puisqu'en tirant la chevillette on peut en fait l'ouvrir de l'extérieur, si l'on est averti du fonctionnement de cette sorte de dispositif de fermeture (lequel ne nécessite donc pas une action de la part des occupants de la maison) : la formule obscure, qui dit le mystère et l'angoisse sourde, anticipe donc aussi, confusément, le danger à venir devant la porte qui s’ouvre trop facilement[3].
- la « bobinette » est une pièce de bois pivotant sur le battant de la porte[4],[Note 3] . Quand elle est maintenue horizontale par une chevillette, elle s'engage dans une gâche et maintient la porte fermée. Quand on retire la cheville (ici, la chevillette), elle pivote vers le bas[Note 4], sort de la gâche et libère la porte, lui permettant de s'ouvrir.

« Cherra » est la troisième personne du singulier du futur de l'indicatif du verbe « choir » : « elle cherra » signifie donc « elle tombera ». « Elle choira » est parfois également utilisé au même titre que « elle cherra ».
L'emploi de cette formule poétique, absconse et énigmatique, voire cryptique, lui confère un caractère en quelque sorte magique. Elle revêt en tout cas — du fait de son vocabulaire ancien faisant référence à des techniques de serrurerie du passé — un charme suranné qui facilite sa mémorisation, à l'instar du caractère mnémotechnique des proverbes.
Une version orale du conte recueillie en Gascogne donne pour cette formule : « Tire la cordelette et le loquet se lèvera ». Cette version correspond à un mécanisme légèrement différent, mais a bien sûr la même signification ; elle est probablement dérivée du texte de Perrault.